# Елко
Елко (на английски: Elko) е град в окръг Елко, щата Невада, САЩ. Елко е с население от 16 708 жители (2000) и обща площ от 37,5 km². Намира се на 1544 m надморска височина. ЗИП кодът му е 89801-89803, а телефонният му код е 775.